# Cranoglanis henrici
Cranoglanis henrici és una espècie de peix de la família Cranoglanididae i de l'ordre dels siluriformes.

## Morfologia
- Els mascles poden assolir 29 cm de longitud total.
- Nombre de vèrtebres: 46-47.[2][3]

## Hàbitat
És un peix d'aigua dolça i de clima tropical.

## Distribució geogràfica
Es troba a Àsia: el Vietnam i la Xina.